# Edward James Gay
Edward James Gay (Iberville megye, 1878. május 5. – New Orleans, 1952. december 1.) az Amerikai Egyesült Államok szenátora (Louisiana, 1918–1921).